# Victor Nessler

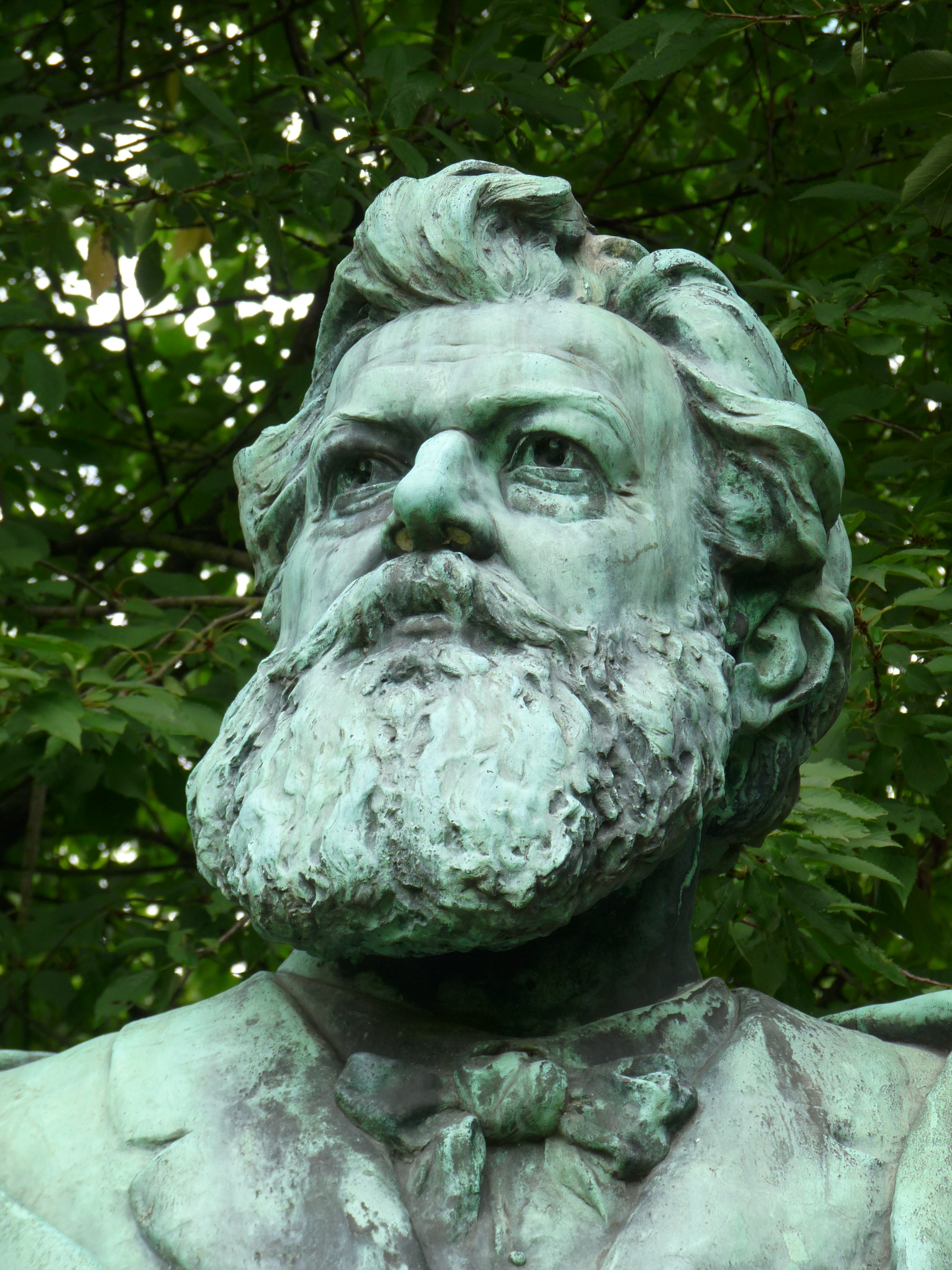
Victor Ernst Nessler

Victor Ernst Nessler (n. la 28 ianuarie, 1841 la Baldenheim lângă Sélestat, Alsacia, Franța, d. 28 mai, 1890 Strasbourg), a fost un compozitor german care a lucrat în special la Leipzig.
A compus două opere:
- Der Rattenfänger von Hameln (Prinzătorul de șobolani din Hameln), cu premiera pe 19 martie 1879 la Leipzig;
- Der Trompeter von Säckingen (Trompetistul de la Säckingen) , cu premiera pe 4 mai 1884 la Leipzig, având la baza libretului romanul omonim scris de Joseph Victor von Scheffel.

1. 1 2  Victor Ernst Neßler, Brockhaus Enzyklopädie
2. 1 2  Autoritatea BnF, accesat în 10 octombrie 2015
3. 1 2  Viktor Nessler, SNAC, accesat în 9 octombrie 2017
4. 1 2  Victor Ernst Nessler, GeneaStar
5. 1 2  Victor Ernst Nessler, Discogs, accesat în 9 octombrie 2017
6. ↑  „Victor Nessler”, Gemeinsame Normdatei, accesat în 31 decembrie 2014
7. ↑  Nouveau dictionnaire de biographie alsacienne, p. 3555